# Hermenegildo da Costa Paulo Bartolomeu
Hermenegildo da Costa Paulo Bartolomeu, noto come Geraldo (Luanda, 23 novembre 1991), è un calciatore angolano, attaccante del Çorum e della nazionale angolana.

## Carriera

### Club
Ha sempre giocato nel campionato brasiliano.

### Nazionale
Ha esordito con la nazionale angolana nel 2010, ed ha preso parte alla Coppa d'Africa 2013.

## Statistiche

### Cronologia presenze e reti in nazionale
Aggiornato al 9 maggio 2023

| Cronologia completa delle presenze e delle reti in nazionale ― Angola | Cronologia completa delle presenze e delle reti in nazionale ― Angola | Cronologia completa delle presenze e delle reti in nazionale ― Angola | Cronologia completa delle presenze e delle reti in nazionale ― Angola | Cronologia completa delle presenze e delle reti in nazionale ― Angola | Cronologia completa delle presenze e delle reti in nazionale ― Angola | Cronologia completa delle presenze e delle reti in nazionale ― Angola | Cronologia completa delle presenze e delle reti in nazionale ― Angola |
| Data                                                                  | Città                                                                 | In casa                                                               | Risultato                                                             | Ospiti                                                                | Competizione                                                          | Reti                                                                  | Note                                                                  |
| --------------------------------------------------------------------- | --------------------------------------------------------------------- | --------------------------------------------------------------------- | --------------------------------------------------------------------- | --------------------------------------------------------------------- | --------------------------------------------------------------------- | --------------------------------------------------------------------- | --------------------------------------------------------------------- |
| 13-5-2010                                                             | Houston                                                               | Messico                                                               | 1 – 0                                                                 | Angola                                                                | Amichevole                                                            | -                                                                     | 53’                                                                   |
| 11-8-2010                                                             | Cabinda                                                               | Angola                                                                | 0 – 2                                                                 | Uruguay                                                               | Amichevole                                                            | -                                                                     | 45’                                                                   |
| 26-3-2011                                                             | Nairobi                                                               | Kenya                                                                 | 2 – 1                                                                 | Angola                                                                | Qual. Coppa d'Africa 2012                                             | -                                                                     | 80’                                                                   |
| 19-12-2012                                                            | Benguela                                                              | Angola                                                                | 1 – 0                                                                 | Camerun                                                               | Amichevole                                                            | -                                                                     | 68’                                                                   |
| 19-1-2013                                                             | Johannesburg                                                          | Angola                                                                | 0 – 0                                                                 | Marocco                                                               | Coppa d'Africa 2013 - 1º Turno                                        | -                                                                     | 82’                                                                   |
| 23-1-2013                                                             | Durban                                                                | Sudafrica                                                             | 2 – 0                                                                 | Angola                                                                | Coppa d'Africa 2013 - 1º Turno                                        | -                                                                     | 45’                                                                   |
| 27-1-2013                                                             | Port Elizabeth                                                        | Capo Verde                                                            | 2 – 1                                                                 | Angola                                                                | Coppa d'Africa 2013 - 1º Turno                                        | -                                                                     | 80’                                                                   |
| 23-3-2013                                                             | Conakry                                                               | Senegal                                                               | 1 – 1                                                                 | Angola                                                                | Qual. Mondiali 2014                                                   | -                                                                     | 75’                                                                   |
| 8-6-2013                                                              | Luanda                                                                | Angola                                                                | 1 – 1                                                                 | Senegal                                                               | Qual. Mondiali 2014                                                   | -                                                                     | 45’                                                                   |
| 15-6-2013                                                             | Kampala                                                               | Uganda                                                                | 2 – 1                                                                 | Angola                                                                | Qual. Mondiali 2014                                                   | -                                                                     | 70’ 85’                                                               |
| 30-5-2014                                                             | Hartberg                                                              | Iran                                                                  | 1 – 1                                                                 | Angola                                                                | Amichevole                                                            | -                                                                     | 66’                                                                   |
| 10-10-2014                                                            | Maseru                                                                | Lesotho                                                               | 0 – 0                                                                 | Angola                                                                | Qual. Coppa d'Africa 2015                                             | -                                                                     | 20’                                                                   |
| 12-10-2018                                                            | Luanda                                                                | Angola                                                                | 4 – 1                                                                 | Mauritania                                                            | Qual. Coppa d'Africa 2019                                             | -                                                                     | 55’                                                                   |
| 16-10-2018                                                            | Nouakchott                                                            | Mauritania                                                            | 1 – 0                                                                 | Angola                                                                | Qual. Coppa d'Africa 2019                                             | -                                                                     | 56’                                                                   |
| 18-11-2018                                                            | Luanda                                                                | Angola                                                                | 2 – 1                                                                 | Burkina Faso                                                          | Qual. Coppa d'Africa 2019                                             | -                                                                     | 68’                                                                   |
| 24-6-2019                                                             | Suez                                                                  | Tunisia                                                               | 1 – 1                                                                 | Angola                                                                | Coppa d'Africa 2019 - 1º Turno                                        | -                                                                     | 45’                                                                   |
| 29-6-2019                                                             | Suez                                                                  | Mauritania                                                            | 0 – 0                                                                 | Angola                                                                | Coppa d'Africa 2019 - 1º Turno                                        | -                                                                     | 56’ 90’                                                               |
| 2-7-2019                                                              | Ismailia                                                              | Angola                                                                | 0 – 1                                                                 | Mali                                                                  | Coppa d'Africa 2019 - 1º Turno                                        | -                                                                     | 81’                                                                   |
| 6-9-2019                                                              | Bakau                                                                 | Gambia                                                                | 0 – 1                                                                 | Angola                                                                | Qual. Mondiali 2022                                                   | -                                                                     | 87’                                                                   |
| 10-9-2019                                                             | Luanda                                                                | Angola                                                                | 2 – 1                                                                 | Gambia                                                                | Qual. Mondiali 2022                                                   | 1                                                                     | 59’                                                                   |
| 13-11-2019                                                            | Luanda                                                                | Angola                                                                | 1 – 3                                                                 | Gambia                                                                | Qual. Coppa d'Africa 2021                                             | -                                                                     | 56’                                                                   |
| 17-11-2019                                                            | Libreville                                                            | Gabon                                                                 | 2 – 1                                                                 | Angola                                                                | Qual. Coppa d'Africa 2021                                             | -                                                                     | 68’                                                                   |
| 17-11-2020                                                            | Luanda                                                                | Angola                                                                | 0 – 1                                                                 | RD del Congo                                                          | Qual. Coppa d'Africa 2021                                             | -                                                                     | 61’                                                                   |
| 23-3-2023                                                             | Kumasi                                                                | Ghana                                                                 | 1 – 0                                                                 | Angola                                                                | Qual. Coppa d'Africa 2023                                             | -                                                                     | 66’                                                                   |
| 27-3-2023                                                             | Luanda                                                                | Angola                                                                | 1 – 1                                                                 | Ghana                                                                 | Qual. Coppa d'Africa 2023                                             | -                                                                     | 80’                                                                   |
| Totale                                                                |                                                                       | Presenze                                                              | 25                                                                    |                                                                       | Reti                                                                  | 1                                                                     |                                                                       |

## Palmarès

### Club

#### Competizioni statali
- Campionato Paranaense: 4

Coritiba: 2010, 2011, 2012, 2013

#### Competizioni nazionali
- Campeonato Brasileiro Série B: 1

Coritiba: 2010
- Campionato angolano: 3

Primeiro de Agosto: 2016, 2017, 2018
- Supercoppa d'Angola: 1

Primeiro de Agosto: 2017
- Campionato egiziano: 2

Al-Ahly: 2018-2019, 2019-2020
- Supercoppa d'Egitto: 1

Al-Ahly: 2019
- Coppa d'Egitto: 1

Al-Ahly: 2019-2020
- TFF 1. Lig: 1

Ankaragucu: 2021-2022

#### Competizioni internazionali
- CAF Champions League: 1

Al-Ahly: 2019-2020